# Ludwig von Terzi

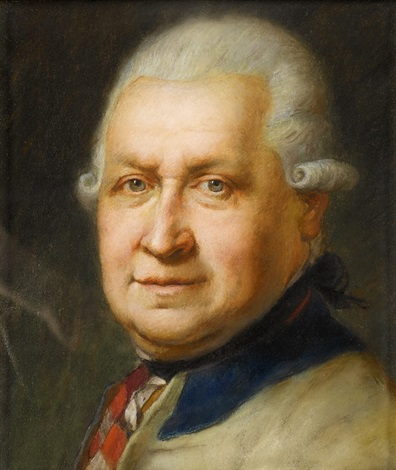
Johann Baptist Lampi:
Ludwig von Terzi, 1784.

Ludwig Freiherr von Terzi, auch Terzy oder Tercy, italienisch Lodovico oder Luigi barone de’ Terzi (* 18. Juni 1730 in Mantua; † 8. Februar 1800 in Wien), war ein kaiserlich-königlicher Feldzeugmeister. 1781 begleitete er Kaiser Joseph II. auf dessen Reise in die Niederlande, wobei er ein unveröffentlichtes Tagebuch führte.

## Leben

### Militärische Karriere

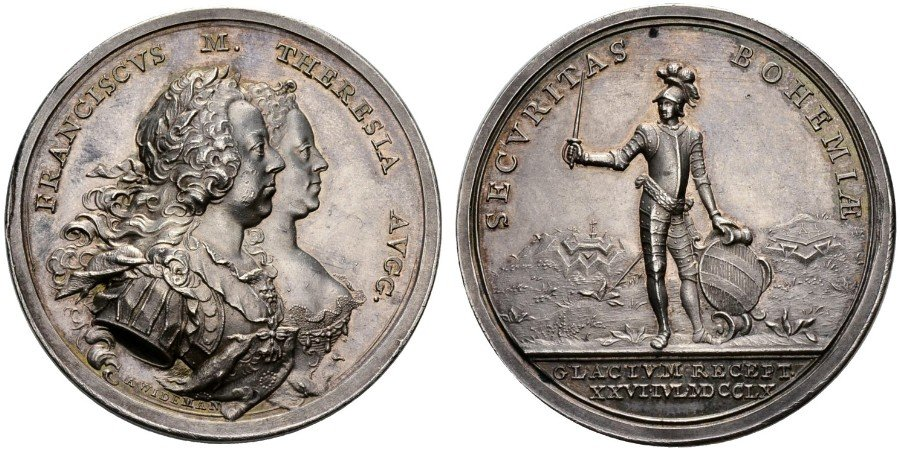
Franz I. und Maria Theresia: Denkmünze auf die Wiedereroberung der Festung Kłodzko/Glatz, 1760.

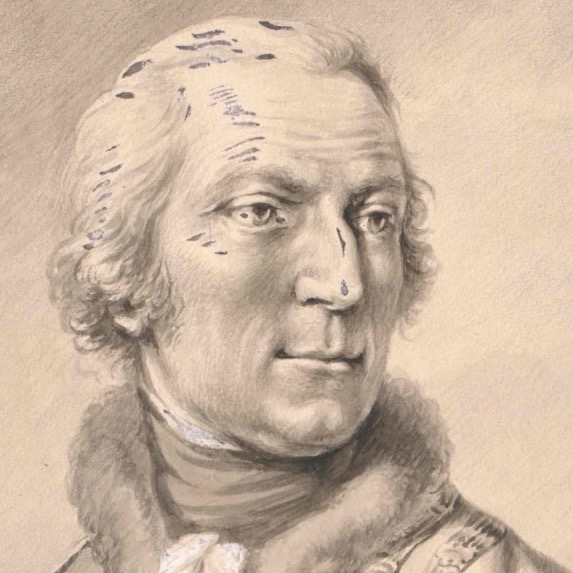
Konnte Terzi 1779
nicht genugsam beloben:
sein Vorgesetzter Wurmser.

Terzi entstammte einer Adelsfamilie aus Gorizia/Görz oder Istrien. Schon mit sechzehn Jahren kämpfte er als Fähnrich der Infanterie im Österreichischen Erbfolgekrieg, unter anderem bei Piacenza. Zu Beginn des Siebenjährigen Krieges Hauptmann, überanstrengte sich Terzi in der Schlacht bei Lovosice/Lobositz (1756), so dass er lebensgefährlich erkrankte. Bei Lutynia/Leuthen (1757) wurde er in den Hals geschossen und beinahe von der Kavallerie zertreten. Infolge der Übergabe von Wrocław/Breslau (1757) geriet er in preußische Gefangenschaft. Bei Hochkirch (1758) und Maxen (1759) erstürmte er Batterien. Besonders zeichnete er sich als Major unter Laudon bei der Wiedereroberung der Festung Kłodzko/Glatz (1760) aus, wo er eine Schanze im Sturm nahm und ein Feuer in der Nähe des Pulverturms löschte. Dafür erhielt er den Rang eines Oberstleutnants. Bei Torgau (1760) rettete er einen Artilleriezug. 1762 wurde er Ritter des Maria-Theresien-Ordens, 1768 Oberst, 1775 Generalmajor (Brigadegeneral), 1778 Inhaber des steiermärkischen Infanterieregiments Nr. 16 in Maribor/Marburg.
Als im Bayerischen Erbfolgekrieg erstmals Kaiser Joseph II. (1741–1790) den Oberbefehl innehatte, kommandierte Terzi eine Brigade. 1779 eroberte er ein Blockhaus bei Szalejów Górny/Oberschwedeldorf und nahm eine heranrückende Entsatzkolonne gefangen. Sein Vorgesetzter Wurmser, der bei der Aktion zugegen war, konnte ihn „nicht genugsam beloben“. Anschließend verteidigte Terzi bis zum Kriegsende die strategisch wichtige Stellung von Szczytna/Rückers. Der Kaiser verlieh ihm dafür das Kommandeurskreuz des Maria-Theresien-Ordens. Nach dem Frieden von Teschen ließ ihm Friedrich II. von Preußen eine goldene Tabakdose überreichen. Die Augspurgische Ordinari Postzeitung kommentierte: „Dieses Präsent zeigt wohl an, daß der König mit des General Terzi gehaltenen Mannszucht sehr gut zufrieden gewesen seyn muß, wie er überhaupt auch ein liebenswürdiger Mann und braver General ist.“ Terzi erhielt die Erlaubnis, das Geschenk anzunehmen. Er wurde Kommandant von Braunau, der Hauptstadt des neuerworbenen Innviertels, dann Brigadekommandant in Wien.

### Reisebegleiter Kaiser JosephsII.

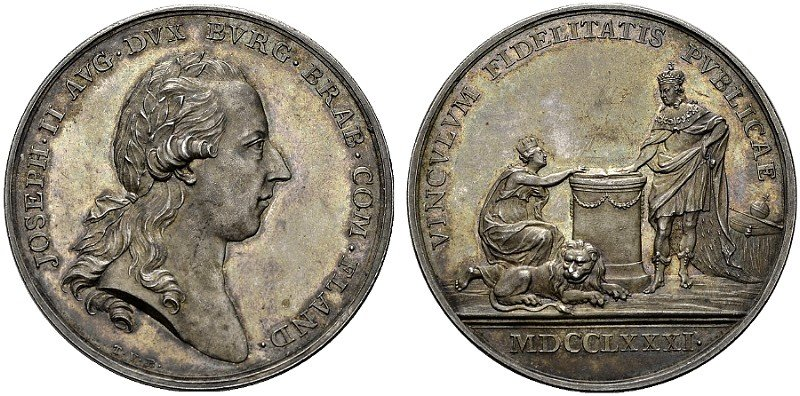
Joseph II.: Denkmünze auf die Huldigung der Österreichischen Niederlande, 1781.

Willem Jacob Herreyns: Joseph II. mit der Schelde
im Hintergrund, ca. 1781.

In den Staaten des Hauses Österreich bis dahin nur Mitregent seiner Mutter Maria Theresia, trat Joseph II. Ende 1780 die Alleinherrschaft an. 1781 ernannte er Terzi zum Kämmerer. Von Mai bis Juli des erwähnten Jahres durfte der General seinen obersten Chef als einziger „Kavalier“ in die Österreichischen Niederlande und die Vereinigten Niederlande begleiten. Josephs Reisegefährten mussten die Voraussetzung erfüllen, sich nicht in den Vordergrund zu drängen. Indem Terzi an einer der wenigen Offensivaktionen des Bayerischen Erbfolgekriegs teilgenommen hatte, war er ein lebender Beweis dafür, dass der als Feldherr äußerst vorsichtige Kaiser gegebenenfalls auch Risiken einzugehen bereit war. Hingegen konnte der vereinsamte Monarch mit dieser Nebenfigur seines Hofstaats wohl kaum freimütig plaudern.
Die Österreichischen Niederlande waren der einzige seiner Staaten, den Joseph noch nicht gesehen hatte. Sie hatten den höchsten Lebensstandard Europas, aber nahezu mittelalterliche Verfassungen. Ihre Gerichtshöfe trotzten ähnlich den Parlamenten Frankreichs der Zentralgewalt. Der Souveräne Rat von Brabant zum Beispiel baute sich damals in Brüssel einen Palast, der heute als Palast der Nation Belgiens Föderales Parlament beherbergt. Ohne Landverbindung zum Kerngebiet der Monarchie, unterstanden die Österreichischen Niederlande wie die Lombardei Staatskanzler (Außenminister) Kaunitz. Gouverneur Karl von Lothringen (Josephs Onkel) war 1780 gestorben. Zu seinen Nachfolgern hatte Maria Theresia Josephs Schwester Marie Christine und deren Gatten Albert von Sachsen-Teschen ernannt. Die beiden hatten ihr Amt aber noch nicht antreten können, weil der Kaiser darauf bestand, seinen wertvollsten Besitz zuvor persönlich in Augenschein zu nehmen. Dies in der Absicht, die Organisation der Österreichischen Niederlande jener seiner andern Staaten anzugleichen. Bei seinem Besuch umging er alle üblichen Formalitäten und Zeremonien, trug einfache Uniform und nächtigte in Gasthöfen statt in Palästen und Abteien. Er präsentierte sich als effektiver, dynamischer Landesherr, der alle Aspekte der Verwaltung unter die Lupe nahm – und vieles andere mehr.
Die Reise fand in einer Zeit internationaler Spannungen statt: Das von Kaunitz ausgehandelte Bündnis zwischen Wien und Paris bestand nur noch auf dem Papier, was Josephs Lieblingsschwester Marie-Antoinette als Gattin Ludwigs XVI. Anfeindungen aussetzte. Während Frankreich und die Vereinigten Niederlande im Amerikanischen Unabhängigkeitskrieg die USA unterstützten, blieb Österreich neutral, was seinem Seehandel zugutekam. Unmittelbar vor seiner Abreise hatte Joseph eine geheime Allianz mit Katharina II. von Russland geschlossen, die sich gegen Preußen und die Türkei richtete. Im Konflikt zwischen Paris und London versuchten Wien und Sankt Petersburg zu vermitteln.
Im Anschluss an die Reise veranlasste Joseph die Vereinigten Niederlande, ihre Truppen aus den Barrierefestungen an der Grenze zu Frankreich abzuziehen. Hingegen erreichte er nicht, dass sie die Blockade der Schelde aufhoben und Antwerpen den 1585 verlorenen Zugang zum Meer gewährten. Das Projekt, die Österreichischen Niederlande mit dem in Brüssel geborenen Kurfürsten Karl Theodor von der Pfalz gegen Bayern zu tauschen, scheiterte 1785 am Widerstand Friedrichs II. und des Fürstenbunds, aber auch an Josephs eigener Unentschlossenheit.

### Unveröffentlichtes Tagebuch
Unterwegs führte Terzi Tagebuch, was ein Stück weit dafür entschädigt, dass Joseph dies – anders als auf seinen Reisen als Mitregent – nur noch in rudimentärer Form tat. Obwohl der General nicht in Staatsgeheimnisse eingeweiht war, vermittelt der unveröffentlichte Bericht in deutscher Sprache interessante Einblicke in die Lebens- und Regierungsweise des „Revolutionärs auf dem Kaiserthron“. Wir erfahren daraus zum Beispiel, dass sein restliches Gefolge lediglich aus Oberstabschirurg Brambilla, den Kabinettssekretären Knecht und Anton, zwei Angehörigen der Ungarischen Adeligen Leibgarde, zwei Köchen, fünf Leiblakaien, einem Wagenmeister und einem „Aufseher der Bagage“ bestand. Weitere ungarische Gardisten gewährleisteten als Kuriere die Kommunikation mit Wien und den anderen Höfen. Der Fuhrpark umfasste drei sechsspännige und drei vierspännige Wagen, für die bei 361 Poststationen Pferde bestellt werden mussten.
Der Ton des Tagebuchs ist mehrheitlich offiziell. Es hält fest, was „seine Majestät“ taten, wer sich ihnen „zu Füßen legen“ durfte usw. (Pluralis Majestatis). Terzi verzichtete aber nicht darauf, sich selber ins Spiel zu bringen. Dies nicht nur indirekt mit „man“, dem Passiv oder wertenden Bemerkungen. Gegen ein Fünftel des Textes ist in der ersten Person Singular gehalten. So notierte der unverheiratet Gebliebene in Mainz: „Madame de Guiollet würde mir in meinen jungen Jahren sehr reizend geschienen haben.“ Das Tagebuch beschreibt, wie die Menschen jubelten, als sie erstmals seit 222 Jahren ihren Landesherrn zu Gesicht bekamen. Es verrät uns aber auch, dass der „Graf von Falkenstein“ im Hafen des französischen Dünkirchen spionierte, das mit einem Überfall der Royal Navy zu rechnen hatte, und dass er bei Gent und Antwerpen Grenzbefestigungen der Vereinigten Niederlande rekognoszierte. Während Joseph in Brüssel laut Frankreichs Botschafter d’Adhémar eine „unvorstellbare“ Aktivität entfaltete, um sich einen Überblick über die Verwaltung des Landes zu verschaffen, jedermann Audienz gewährte und Tausende von Bittschriften entgegennahm, hatte Terzi Zeit, die Stadt anzusehen. An kleineren Orten hingegen oblag es ihm, die Bittsteller vorzulassen.
Während die neuen Gouverneure in Brüssel einzogen und an seiner Stelle die Verfassung des Landes beschworen, bereiste der Kaiser die Vereinigten Niederlande. Dabei folgte er den Spuren Peters I. von Russland, der eines seiner Vorbilder war. Er bewunderte den „unvergleichlichen und unglaublichen Reichtum der Industrie“, fand hingegen das Militär in einem schlechten Zustand. Wie überall erstreckte sich sein enzyklopädisches Interesse auch auf soziale, wissenschaftliche, religiöse und kulturelle Einrichtungen. In Amsterdam umfasste sein Tagesprogramm nicht weniger als 20 Sehenswürdigkeiten.

### Gärten und Frauen

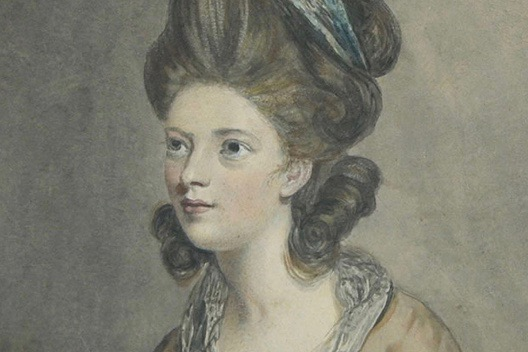
Gefiel Joseph II. in Spa: Lady Derby (nach Joshua Reynolds, ca. 1776).

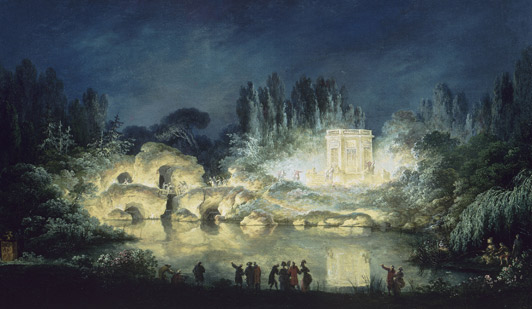
Terzi gehörte zu den wenigen Teilnehmern des Festes (Bild),
das Marie-Antoinette in Versailles
für Joseph II. veranstaltete.

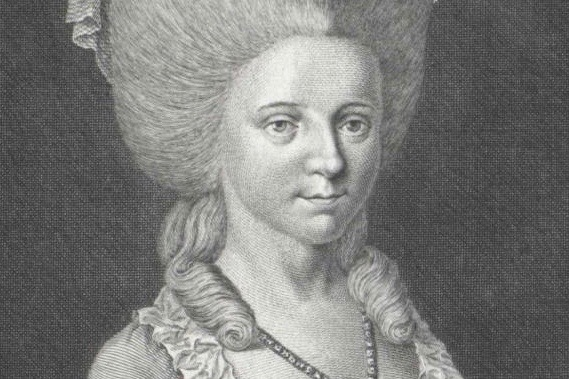
Elisabeth von Württemberg (nach Johann Jakob Mettenleiter, 1782).

Eine besondere Vorliebe bekundete der „Graf von Falkenstein“ für Gärten und Alleen. Dies wohl nicht nur, weil er dort Kühlung fand und sich die Beine vertreten konnte. Der Schatten der Bäume dämpft das harte Licht, mit dem die Aufklärung alles erhellen wollte, vermittelt Geborgenheit, lässt Unterdrücktes zu seinem Recht kommen. So besichtigte Joseph auf der Tagesetappe von Den Haag nach Haarlem neben den wissenschaftlichen Sammlungen der Universität Leiden und einer Gemäldegalerie nicht weniger als zwei botanische Gärten, einen Tiergarten, drei private Gärten und einen Wald. Wie der Herr, so der Diener: Terzi schwärmt etwa vom Wintergarten im Pariser Parc Monceau, „über welchen ein Poët das blumenreichste Gedicht machen könnte“.
Joseph war nach zwei enttäuschenden Ehen Witwer geblieben. Er unterhielt eine platonische Beziehung zu der verheirateten Eleonore von Liechtenstein, die er im Zirkel der Fünf Fürstinnen traf, und verkehrte daneben mit Mädchen aus dem Volk. Im Tagebuch übergeht Terzi den Besuch bei der Marquise von Herzelles, die dem Kaiser einst einen Korb gegeben hatte und nun in Namur im Kloster lebte. Im Modebad Spa (Hochstift Lüttich), wo er Prinz Heinrich von Preußen in Begleitung der Schriftsteller Raynal und Grimm  traf, bekundete Joseph mehr Interesse für das andere Geschlecht als dieser Bruder Friedrichs II.: Man erzählte, dass er an einer Quelle im Ardennenwald die Damen tanzen ließ. Anschließend begleitete er laut Terzi „Miladÿ Derbÿ, bis nacher Hauß“. Nach dem Abschiedsbesuch bei Prinz Heinrich wurde der Kaiser von „Mÿs Hamilton, Mÿs Macmahara und Mÿs Plonquet“ eskortiert, „so dreÿ schöne Englische Damen sind“. Die schönste Frau aber, die Terzi – und auch sein Chef – in Spa sah, war die spätere Gräfin Potocka, welche wie Madame du Barry und Lady Hamilton den Weg aus der Halbwelt in die Geschichtsbücher schaffte.
Auf der Rückfahrt besuchte Joseph in Versailles Marie-Antoinette. Terzi erhielt Urlaub und besichtigte Paris, wobei er ähnlich systematisch vorging wie sein Chef. Er gehörte aber auch zu den wenigen Teilnehmern des Festes, das die Königin im Petit Trianon für den Kaiser veranstaltete. Wegen des Themas Wiedersehen von Bruder und Schwester wurde Glucks Oper Iphigénie en Tauride aufgeführt, „nach welchen“ – so Terzi – „die gantze Gesellschafft in den sehr groß- und schönen englischen Garthen, so auf eine neue Arth illuminirt und in unterschiedlichen Gegenden mit allerhand musicalischen Instrumenten besetzt ware, spazieren giengen“.
In Étupes bei Montbéliard hielt der Kaiser im Namen seines dreizehnjährigen Neffen Franz (II.) um die Hand der ein Jahr älteren Elisabeth von Württemberg an, deren Schwester Sophia Dorothea den russischen Thronfolger Paul (I.) geheiratet hatte. Die Ehe sollte das Bündnis von Wien und Sankt Petersburg besiegeln. Kaunitz hatte seinen Herrn vergeblich dazu zu bringen versucht, die Prinzessin selber zu heiraten. Doch während Joseph den Zarewitsch um die Gattin beneidet hatte, fand er Elisabeth nicht schön: Sie hatte ihm „einen zu großen Mund und ein wenig zu blonde Haare“. Er ließ sie in Wien erziehen und gab sie Franz erst sieben Jahre später zur Frau. Elisabeth blieb Joseph eng verbunden. Sie starb zwei Tage vor ihm an der Geburt einer geistig behinderten Tochter.

### Peinliches Erlebnis bei Koblenz

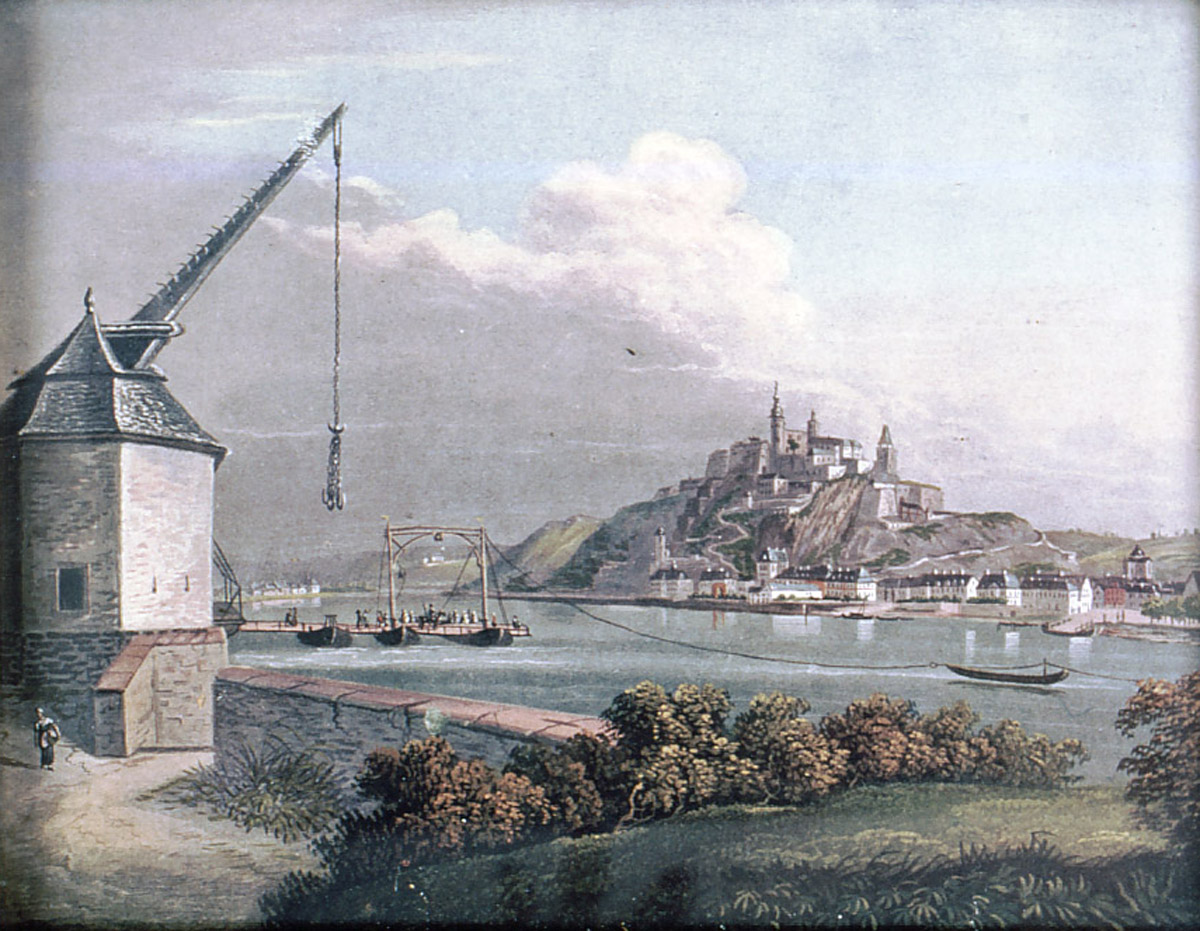
Bei der fliegenden Brücke von Koblenz löste Terzi einen Skandal aus.

Die mit dem Kaiser verbrachten Monate müssen Terzis Selbstbewusstsein gestärkt haben. Jedenfalls ließ er sich 1784 von Johann Baptist Lampi porträtieren. Auf dem Bildnis trägt er das Kommandeurskreuz des Maria-Theresien-Ordens und hält zwei Landkarten in der Hand, die sichtbare obere mit dem 1779 eroberten Blockhaus. 1786 erfolgte seine Ernennung zum Feldmarschallleutnant (Divisionsgeneral) und Kommandanten von Oberösterreich.
Im selben Jahr hatte Terzi bei Koblenz ein peinliches Erlebnis: Man verhaftete ihn, weil er die kurtrierischen Farben verunglimpft habe, indem er bei der „fliegenden Brücke“ (Gierseilfähre) über den Rhein an ein Schilderhaus urinierte. Dies führte zu einer Korrespondenz zwischen Joseph II., Kurfürst Clemens Wenzel von Trier, Herzog Albert von Sachsen-Teschen, Kurfürst Friedrich August von Sachsen, Erzherzogin Marie Christine und dem „Delinquenten“. Letzterer bestand zuerst auf seiner Rehabilitierung in einem ordentlichen Verfahren, ließ sich aber schließlich zur Flucht aus der Haft bewegen, damit die Trierer nicht zum Gespött des Publikums wurden.

### Bei Wattignies im Stich gelassen

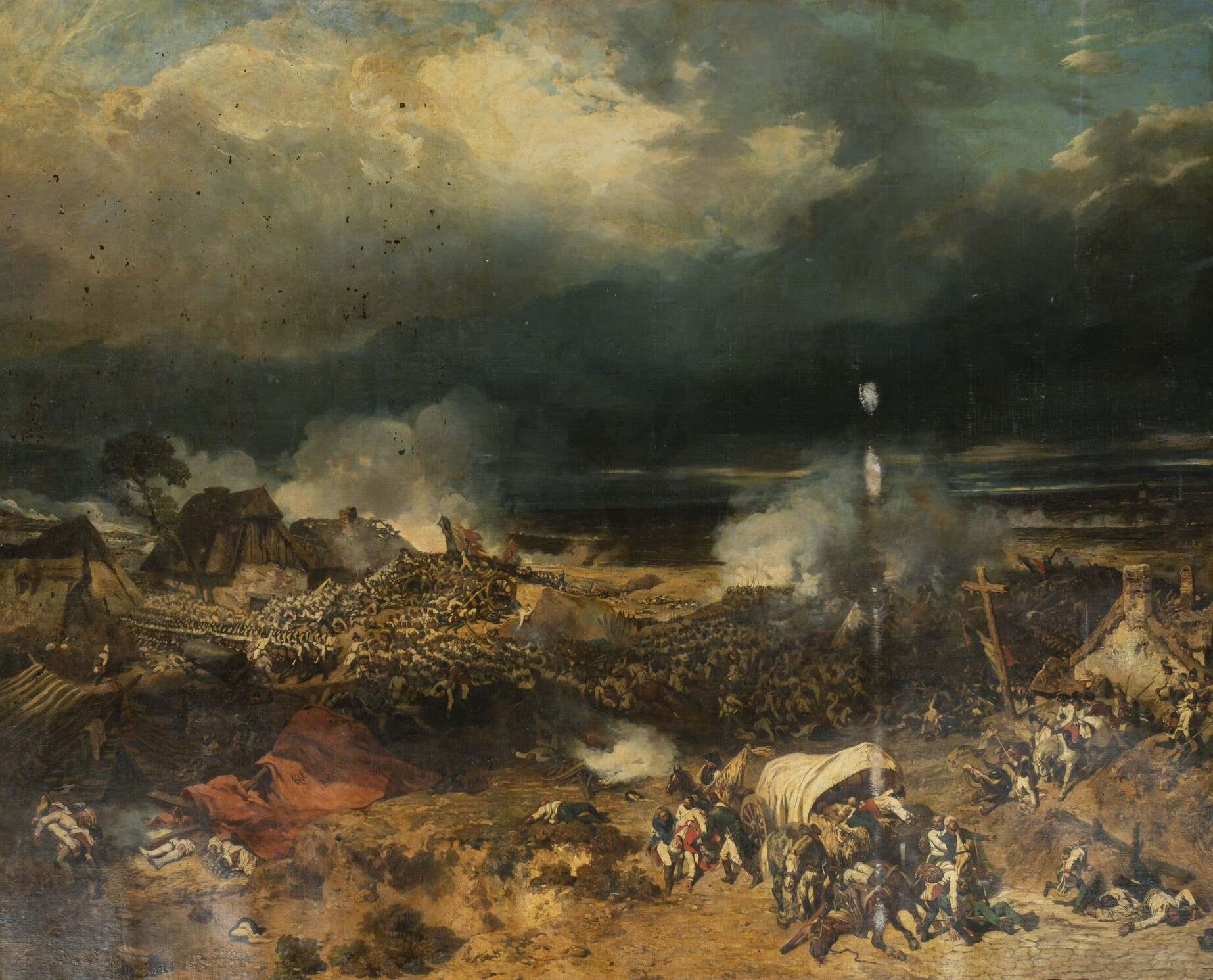
In der Schlacht bei Wattignies
(Eugène Lami, 1837) befehligte Terzi den entscheidenden Frontabschnitt.

Aus der Erbschaft des 1788 verstorbenen Generalmajors Grechtler erhielt Terzi jährlich 4000 Gulden. Nachdem Joseph II. während des Russisch-Österreichischen Türkenkriegs tödlich erkrankt war, zettelten reaktionäre Kreise in den Österreichischen Niederlanden 1789 einen Aufstand gegen seine Reformen an (Brabanter Revolution). Aufgrund seiner Lokalkenntnisse erhielt Terzi den Auftrag, die Erhebung niederzuschlagen, doch wurde die Strafexpedition wieder abgeblasen. Bis zu seinem Tod war er Vizekommandant von Wien. 1790 entsandte man ihn nach Mähren, um einen Überraschungsangriff Preußens auf die mit dem Türkenkrieg beschäftigte Monarchie zu verhindern.
Im Ersten Koalitionskrieg unterstand Terzi 1793 die Reservearmee in Böhmen. Dann wurde er nach Nordfrankreich abkommandiert. Bei Wattignies, wo 45 000 Mann frisch ausgehobener Revolutionstruppen unter Jourdan 22 000 kriegserfahrene Kaiserliche unter Sachsen-Coburg zum Rückzug zwangen, befehligte er den entscheidenden Frontabschnitt bei dem Dorf, das der Schlacht den Namen gab. Am 15. Oktober wehrte er mit 4050 Mann drei Angriffe ab, den dritten durch Gegenstoß. Am 16. schickte ihm Sachsen-Coburg zusätzliche 2250 Mann – zu wenig, wie sich zeigen sollte. Dass der Reichsfeldmarschall nicht seine ganzen Reserven nach Wattignies warf, trug zum Verlust der Schlacht bei. Wieder schlug Terzi die Franzosen zweimal zurück. Doch seine Bitten um Verstärkung blieben vergeblich. Als ein dritter konzentrischer, von überlegener Artillerie unterstützter Angriff zum Verlust des Dorfes zu führen drohte, unternahm er mit 2450 Mann erneut eine Konterattacke, musste sich aber schließlich zurückziehen. Dabei war er schon fast eingeschlossen, als ihn 300 Kavalleristen unter Verlust von 80 Pferden heraushieben. Erst jetzt kommandierte sein Vorgesetzter Clerfait 4650 Mann zu einem letzten Gegenangriff, doch scheiterte auch dieser. Für Terzi war es ein schwacher Trost, dass ihm Sachsen-Coburg nachträglich attestierte, er habe „bei der bedenklichen Lage, in der er sich durch 2 Tage befunden, hinlängliche Proben seiner Einsicht, und seines persönlichen Muths abgelegt“. In der Folge bat er vergeblich, in den Ruhestand versetzt zu werden.
Während Bonapartes siegreichem Italienfeldzug wurde Terzi 1797 Feldzeugmeister beziehungsweise General der Artillerie (Korpskommandant). Vor dem Frieden von Campoformio befehligte er in Innerösterreich über 100 000 Mann. Er verlegte sein Hauptquartier von Graz nach Görz und ließ den venezianischen Teil Istriens besetzen. Als in Wien 1798 die Trikolore verbrannt wurde, welche der französische Botschafter Bernadotte gehisst hatte, versuchte Terzi, die Gemüter zu beruhigen. Seine Ernennung zum Feldmarschall war beschlossene Sache, als er nach „langwierigem und schmerzhaftem Krankenlager“ starb. Den Grabstein setzte ihm sein Großneffe und Erbe Anton Graf von Thurn/della Torre (1774–1846).